# David MacLennan (Biochemiker)

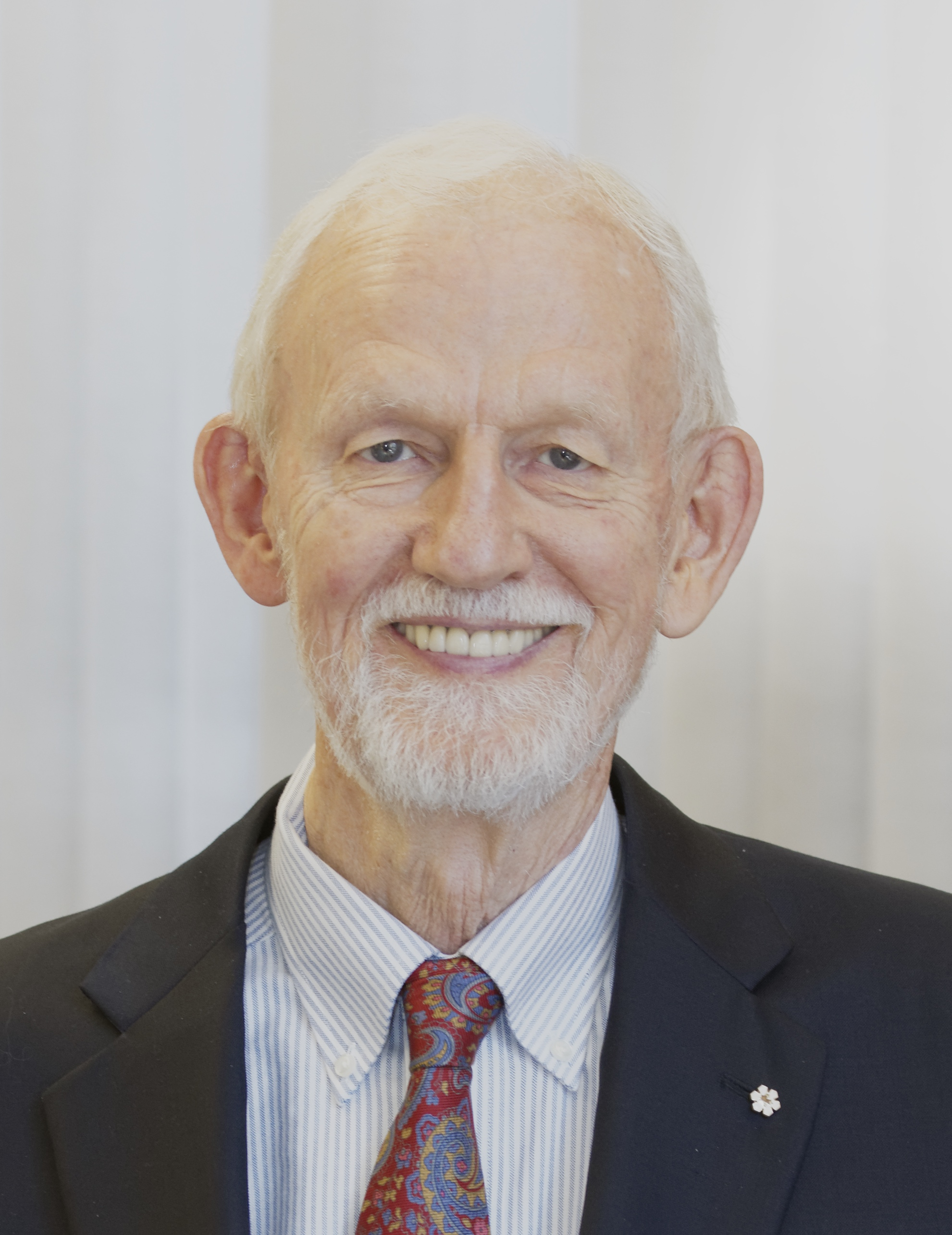

David Herman MacLennan (* 3. Juli 1937 in Swan River, Manitoba; † 23. Juni 2020) war ein kanadischer Biochemiker und Molekularbiologe, der sich mit Membrantransport und Molekularbiologie von Membranproteinen befasste.
MacLennan machte 1959 seinen Bachelor-Abschluss in Agrarwissenschaften an der University of Manitoba. 1961 machte er seinen Master-Abschluss in Pflanzenpathologie an der Purdue University, an der er 1963 in Biologie promoviert wurde. Danach war er zunächst als Post-Doktorand und ab 1964 als Assistant Professor an der University of Wisconsin im Institut für Enzymforschung. 1969 wurde er Associate Professor und 1974 Professor im Banting and Best Department of Medical Research der University of Toronto, dem er 1978 bis 1990 vorstand. Seit 1987 ist er dort J. W. Billes Professor of Medical Research und seit 1993 University Professor.
Er war bekannt für fundamentale Arbeiten über die Regulation des Kalziumtransports über das Sarkoplasmatische Retikulum (SR) der Muskelzellen, den Mechanismus der Kalziumpumpen in der Membran der SR, der Speicherung von Kalzium im SR und der Freisetzung von Kalzium über spezielle Membrankanäle. Die ATP-abhängige Kalziumpumpe des SR untersucht er seit 1969, nachdem er zunächst über Elektronentransport und Protonenpumpen in den Mitochondrien geforscht hatte. Wie bei den Mitochondrien war auch bei der Kalziumpumpe im SR eine ATP-ase beteiligt, die aber im Gegensatz zu den Mitochondrien auch den Ionentransport übernimmt, wie MacLennon 1969 nachwies.
Er untersuchte Mutationen und abnormen Varianten in den beteiligten Proteinen und die dadurch verursachten Krankheiten. Beispielsweise wies er nach, dass Mutationen in Phospholamban, das die Arbeit der Kalziumpumpen reguliert, zu Kardiomyopathie führen kann und er entdeckte die Rolle einer Mutation der Kanäle zur Kalziumfreisetzung als Ursache von Stresssyndrom bei Schweinen, worauf ein entsprechender diagnostischer Test entwickelt werden konnte, was das Auftreten des Syndroms stark reduzierte. Er fand mit seinen Mitarbeitern die Ursachen für Maligne Hyperthermie, der Central-Core-Myopathie und des Brody Syndroms, bei dem aufgrund eines defekten Enzyms die Kalziumaufnahme im SR nach einer Kontraktion vermindert wird, was die Relaxation von Muskeln nach körperlicher Anstrengung verhindert und zu Krämpfen führt.
1972 bis 1976 war er Herausgeber des Canadian Journal of Biochemistry.

## Ehrungen (Auswahl)
- 1974 Ayerst Award der Canadian Biochemical Society
- 1985 Fellow der Royal Society of Canada
- 1990 National Lecturer Award der Biophysical Society
- 1991 Gairdner Foundation International Award
- 1994 Fellow of the Royal Society
- 1997 Izaak Walton Killam Prize (Health Sciences) des Canada Council for the Arts
- 2000 Glaxo Wellcome Prize
- 2001 Fellow der  International Society for Heart Research
- 2001 Auswärtiges Mitglied der National Academy of Sciences
- 2001 Ehrendoktor University of Manitoba (D. Sc.)
- 2001 Offizier des Order of Canada
- 2004 Ehrenmitglied der Japanischen Biochemischen Gesellschaft
- 2008 Order of Ontario
- 2013 Aufnahme in die Canadian Medical Hall of Fame
- 2015 Mitglied der American Academy of Arts and Sciences